# Asalto al tren postal de Glasgow-Londres
El asalto al tren postal de Glasgow-Londres fue un conocido robo ocurrido el día 8 de agosto de 1963 en un puente ferroviario cercano a Aylesbury, Buckinghamshire, a unos 65 km de Londres. El suceso fue bautizado por la prensa de la época como «el robo del siglo», debido a su meticulosa planificación y a lo cuantioso del botín, unos 2,6 millones de libras esterlinas (equivalente a 40 millones de libras en la actualidad), la mayor parte del cual nunca fue recuperado.

## Acontecimientos

### Planificación del robo
La idea del robo comenzó a gestarse tres años antes de producirse en la mente de Bruce Reynolds. Hijo de un sindicalista de la planta de la compañía Ford de Dagenham, Reynolds, un ladrón de poca monta, se encontraba encarcelado en la prisión de Durham, cuando otro recluso le habló sobre el discreto traslado de dinero que, procedente de la recaudación de los bancos, realizaba periódicamente el Royal Mail en trenes secretos y al amparo de la noche, entre la ciudad escocesa de Glasgow y Londres.
Cuando salió de prisión, Reynolds se trasladó a Londres, donde comenzó a seleccionar a los socios que necesitaba para llevar a cabo su plan. Ya había reclutado a Buster Edwards, Jim White y Roger Cordrey cuando se encontró por casualidad a un antiguo compañero de correrías, Ronnie Biggs. Tras pasar un tiempo en prisión por delitos menores, Biggs se había trasladado a vivir a Surrey, donde parecía haberse reinsertado, había montado una carpintería, se había casado y esperaba su primer hijo. Reynolds necesitaba las dotes de mando y los contactos de Biggs, por lo que le contó a este sus planes y le ofreció dirigir la operación. Biggs aceptó unirse a la banda y, tras reclutar al resto del personal, se trasladaron al que sería su cuartel general, una granja que John Weather, el encargado de la intendencia del grupo, había alquilado cerca del lugar donde tendría lugar el asalto.

### Desarrollo del asalto
A las siete menos diez de la tarde del miércoles 7 de agosto de 1963, el tren Up Special de la Oficina Postal Ambulante (Travelling Post Office, TPO) partió de la estación central de Glasgow hacia la Estación de Euston en Londres. El convoy constaba de doce vagones y transportaba a setenta y dos trabajadores de la Royal Mail. El segundo vagón en la parte delantera del tren era el coche que contenía los envíos certificados, gran parte de los cuales contenían dinero en efectivo. Generalmente, el importe total de estos paquetes habría estado en torno a las 300.000 libras, pero debido a que había sido un fin de semana festivo en Escocia, el total del dinero que transportaba el convoy aquella noche ascendía a 2,6 millones de libras esterlinas. No fue casualidad que la banda planificara el asalto para ese día, según se descubrió en las investigaciones posteriores, unos meses antes, un confidente habría dado el soplo sobre la especial cuantía del transporte a Gordon Goody, uno de los lugartenientes de Edwards. Nunca se pudo identificar a este misterioso personaje cuya identidad fue finalmente revelada por el propio Goody en 2014.
A las 3 y cuarto de la madrugada del 8 de agosto, el maquinista Jack Mills, detuvo el tren frente a un semáforo en rojo que previamente la banda había manipulado. El ayudante del conductor bajó entonces del tren y se dirigió al teléfono del poste para comunicarse con la estación más cercana, sin embargo, los cables habían sido cortados. Fue en ese momento cuando se vio rodeado por los asaltantes. A partir de este momento, los hechos ocurrieron de forma rápida y precisa. Tom Wisbey y Robert Welch maniataron al ayudante. Charles Wilson irrumpió en la locomotora, donde el maquinista ofreció resistencia y fue golpeado en la cabeza (este fue el único acto violento del asalto). Buster Edwards y Roy James desengancharon el vagón de correos y obligaron al maquinista a conducir el tren hasta un puente cercano, bajo del cual esperaba un camión con el resto de la banda.  En apenas unos minutos cargaron en el vehículo 118 de las 126 sacos de dinero que transportaba el convoy y huyeron sin que el personal de correos se percatara de lo que acababa de suceder. La policía llegó al lugar de los hechos 45 minutos más tarde.

### Investigación policial
Scotland Yard montó un extraordinario operativo policial para investigar el caso, al frente del cual se situó al inspector jefe Jack Slipper. Mientras tanto, los quince miembros de la banda se había escondido en la granja, donde pensaban pasar un par de semanas a la espera de que el ambiente se relajara. Las largas horas de inactividad y los nervios hicieron que, apenas pasados unos días, se repartieran el botín y se marcharan. Fue un vecino quien alertó a la policía de los extraños movimientos que se habían producido en la granja, pero cuando esta llegó no encontró más que sacos de dormir, grandes cantidades de comida y las sacas de correos vacías del tren robado.
Sin embargo, hubo un objeto que fue determinante en la identificación y posterior detención del grupo de asaltantes, un tablero de Monopoly. Los miembros de la banda habían estado jugando en él durante su estancia en la granja y habían dejado sus huellas dactilares, lo que permitió a los investigadores identificar y detener a casi todos los miembros del grupo.
El juicio a los ladrones se inició en Aylesbury (Buckinghamshire) el 20 de enero de 1964 y duró 51 días. Todos recibieron condenas de al menos 30 años de prisión.

### Fugas
Bruce Reynolds  principal cerebro del robo, logró escapar del acecho policial ocultándose en México y Canadá, hasta que finalmente regresó al Reino Unido, donde fue detenido en 1968. Reynolds cumplió condena hasta 1978.
Charlie Wilson y Ronnie Biggs, que habían sido juzgados y encarcelados en 1964, se fugaron de la cárcel al poco tiempo de ingresar. Biggs escapó de Wandsworth Prison y, tras pasar por Francia, España y Australia, logró llegar hasta Brasil, donde permaneció huido 31 años, convirtiéndose en uno de los fugitivos más célebres del Reino Unido. En 2001 regresó voluntariamente a Inglaterra, donde fue inmediatamente detenido. Tras pasar unos años en prisión fue liberado debido a su avanzada edad. Falleció el 18 de diciembre de 2013.
Charlie Wilson, por su parte, escapó de la cárcel Winson Green Prison de Birmingham y huyó a París, donde se hizo la cirugía plástica. En noviembre de 1965, Wilson fue visto en Ciudad de México visitando sus amigos Bruce Reynolds y Buster Edwards.

## Principales miembros de la banda
- Bruce Reynolds, considerado el principal ideólogo del robo, nació el 7 de septiembre de 1931 en Londres. Quedó huérfano de madre cuando contaba tan solo cuatro años de edad. Llevó una vida turbulenta al lado de su padre y su madrastra, por lo que finalmente se crio con sus abuelos. Desde los catorce años ejerció diferentes trabajos y, tras cumplir el servicio militar, comenzó a delinquir.[4]  Tras el asalto al tren postal, logró escapar a México junto con su esposa, Angela, y su hijo Nick. Allí llevó una vida de lujo con las aproximadamente 150 000 libras esterlinas que le correspondieron del botín, hasta que se le acabó el dinero y se mudó junto a su familia, primero a Canadá y después a Francia, usando identidades falsas. En 1968 regresó al Reino Unido con la esperanza de dar un nuevo golpe criminal, pero fue arrestado y condenado a veinticinco años de prisión. Finalmente cumplió una condena de diez años, siendo liberado en 1978.[11] En 1995 publicó el libro autobiográfico Crossing the line: the autobiography of a thief. Falleció el 28 de febrero de 2013.[12]

- Douglas Gordon Goody, considerado por los investigadores como uno de los cerebros que contribuyeron a planificar el asalto, nació en Putney, Londres en marzo de 1930. Todavía vivía en el apartamento de sus padres en el momento del robo. Desde principios de los años 60 formaba parte del círculo delictivo de Buster Edwards. Fue capturado en octubre de 1963 y pasó doce años en prisión. Tras recuperar la libertad en diciembre de 1975 se mudó al sur de España, donde llevó una discreta y tranquila vida regentando un chiringuito. En septiembre de 2014, durante el rodaje de un documental sobre el cincuenta aniversario del asalto, reveló el que hasta ese momento había sido el secreto mejor guardado por los planificadores del robo, el nombre del confidente que informó a la banda del día en que el tren postal iba a llevar el cargamento especial de 2,6 millones de libras. «El hombre del Ulster», como se había conocido a este misterioso personaje, resultó ser Patrick McKenna, un empleado de Correos natural de Belfast.[7] Goody falleció en Mojácar (Almería) el 29 de enero de 2016.[13]
- Charles Frederick «Charlie» Wilson, el más peligroso y violento miembro de la banda, nació en Battersea (Londres) en 1932. Amigo de la infancia y compañero de correrías de Bruce Reynolds y Gordon Goody, fue el encargado de asaltar la locomotora y golpear al maquinista, el único acto violento del robo. Wilson fue uno de los primeros arrestados tras el golpe. Fue juzgado y condenado a treinta años de prisión, pero cuando a penas llevaba un año de reclusión, logró fugarse y escapar a Canadá. A pesar de haber cambiado su apariencia con ayuda de la cirugía plástica, fue de nuevo apresado en 1968 y cumplió condena hasta que fue puesto en libertad en 1978. Charlie Wilson se mudó a una lujosa urbanización en Marbella (Málaga), donde murió tiroteado por un sicario en 1990.[14]
- Ronald «Buster» Edwards nació el 27 de enero de 1932 en Lambeth (Londres). Tras dejar la escuela, trabajó en una fábrica de salchichas, donde comenzó su carrera criminal robando carne para venderla en el mercado negro de posguerra. Durante su servicio militar en la RAF fue arrestado por robar cigarrillos. Tras regresar a Londres, regentó un nightclub. Estuvo involucrado en el robo de 62 000 libras de un furgón de seguridad en el aeropuerto de Heathrow en 1962, pero nunca lo llegaron a atrapar. Tras participar en el robo al tren postal huyó a México junto a su esposa e hija, pero tras tres años fugado negoció con las autoridades británicas su regreso al Reino Unido. Pasó nueve años en prisión y, cuando fue puesto en libertad, montó una floristería cerca de la estación de Waterloo en Londres. Su vida fue llevada al cine en 1988 con la película Buster, protagonizada por el cantante Phil Collins.[15] Edwards fue hallado ahorcado en el garaje de su domicilio en noviembre de 1994.[16]

## En la cultura popular
La gran repercusión mediática que tuvo el caso, tanto a nivel nacional como internacional, propició que desde el primer momento se rodaran películas, se escribieran libros y se compusieran canciones alusivas, tanto al robo en cuestión como sobre la vida de algunos de los más célebres integrantes de la banda de asaltantes.

### Películas
- En la película de 1965, Help!, John Lennon hace referencia al robo al bromear con Scotland Yard. «Great Train Robbery, how's that going?» (¿Cómo va eso del gran robo al tren?)
- En la película de la saga de James Bond Operación Trueno, de 1965, un agente de SPECTRE indica que la organización recibió 250.000 libras procedentes del botín del robo del tren postal en concepto de honorarios.
- En 1966 se estrenó una comedia que parodia el suceso y que llevó por título The Great St Trinian's Train Robbery.
- En 1967, Stanley Baker produjo y protagonizó la película El gran robo (Robbery), interpretando el papel de Bruce Reynolds.
- En la comedia de 1968 El rey del peligro, el Inspector Clouseau es requerido por Scotland Yard  para ayudar a recobrar una parte del botín del asalto al tren postal de Glasgow-Londres de 1963, que está siendo usado en nuevos crímenes.[17]
- El cantante Phil Collins protagonizó la película Buster en 1988, basada en la vida de Buster Edwards, Larry Lamb interpretó el papel de Reynolds.[18]
- En 2013 se rodó una miniserie de dos capítulos para TV basada en el famoso robo, titulada Asalto al tren de Glasgow y protagonizada por Luke Evans en el papel de Bruce Reynolds.[19]

### Música
- La banda de rock norteamericana Mountain, incluyó la canción "The Great Train Robbery" en su álbum de 1971 Nantucket Sleighride.
- Ronnie Biggs grabó dos temas para el álbum de los Sex Pistols, The Great Rock 'n' Roll Swindle; "No One Is Innocent" y "Belsen Was a Gas". Así mismo, participó en la película homónima de 1980 dirigida por Julien Temple. Ambos temas fueron grabados en 1978 en Brasil por el guitarrista Steve Jones y el batería Paul Cook. "No One Is Innocent" fue lanzado como sencillo en el Reino Unido,[20] alcanzando el puesto número 6 en las listas de éxitos británicas.[21]
- El músico londinense Paul Hardcastle publicó en 1985 el tema "Just For Money", inspirado en el robo.
- En 1991, Ronnie Biggs interpretó el tema "Carnival in Rio (Punk Was)" junto a la banda de rock alemana Die Toten Hosen.
- En 1993, Ronnie Biggs produjo el disco Bajo otra bandera e interpretó la canción "Pilsen" de la banda punk argentina Pilsen.
- La banda británica Alabama 3, grabó una canción tributo al cerebro del robo Bruce Reynolds titulada "Have You Seen Bruce Richard Reynolds" que fue incluida en su álbum de 2005, Outlaw. El armonicísta de la banda, Nick Reynolds, es hijo de Bruce Reynolds.[22]